# Ottmar Hitzfeld
Ottmar Hitzfeld (Lörrach, 12 gennaio 1949) è un ex calciatore, allenatore di calcio e dirigente sportivo tedesco, di ruolo attaccante.
Con un totale di 25 trofei conquistati è l'allenatore tedesco più vincente di ogni epoca, ed è stato nominato per due volte (1997 e 2001) "Allenatore mondiale dell'anno" dall'IFFHS. Insieme ad Ernst Happel, José Mourinho, Jupp Heynckes, Josep Guardiola e Carlo Ancelotti è uno degli allenatori che hanno vinto la Coppa dei Campioni-Champions League con due club diversi, avendo trionfato con il Borussia Dortmund nel 1997 e con il Bayern Monaco nel 2001.

## Carriera

### Giocatore
Attaccante, si trasferisce presto in Svizzera; qui, nelle file del Basilea vince due scudetti ed una coppa, oltre ad una Supercoppa ed una Coppa di Lega, mentre a titolo personale vince la classifica cannonieri nel 1973. Rientrato in Germania gioca nello Stoccarda, e con questa maglia il 13 maggio 1977 stabilisce il record di gol realizzati in un singolo incontro di Zweite Bundesliga, sei, nella partita vinta dalla sua squadra contro lo Jahn Regensburg per 8-0. In seguito torna in Svizzera, dove termina la carriera.

### Allenatore

Hitzfeld viene portato in trionfo dai giocatori del Bayern Monaco mentre solleva il trofeo della UEFA Champions League 2000-2001

Ha allenato Zugo dal 1º luglio 1983 al 30 giugno 1984, Aarau dal 1º luglio 1984 al 30 giugno 1988, Grasshopper dal 1º luglio 1989 al 30 giugno 1991, Borussia Dortmund dal 1º luglio 1991 al 30 giugno 1997, per poi ricoprire il ruolo di direttore sportivo del club renano dal 1º luglio 1997 al 30 giugno 1998. Dal 1º luglio 1998 al 30 giugno 2004 ha allenato il Bayern Monaco, alla cui guida ha fatto ritorno il 31 gennaio 2007, rimanendo in carica sino al 30 giugno 2008. Dal 1º luglio 2008 ha allenato la nazionale svizzera. Il 1º luglio 2014, dopo l'eliminazione agli ottavi di finale del campionato del mondo 2014 contro l'Argentina, Hitzfeld, come già annunciato alcuni mesi prima, si è dimesso e ha concluso la propria carriera.

## Controversie
Il 12 ottobre 2012, in occasione della sfida Svizzera-Norvegia (1-1) ha offeso l'arbitro della contesa David Fernández Borbalán rivolgendogli il dito medio; per questo ha chiesto scusa, nonostante inizialmente avesse dichiarato che il gesto fosse rivolto a sé stesso.

## Statistiche

### Statistiche da allenatore

#### Club
Statistiche aggiornate al 30 giugno 2008. In grassetto le competizioni vinte.
| Stagione                 | Squadra                  | Campionato               | Campionato | Campionato | Campionato | Campionato | Coppe nazionali | Coppe nazionali | Coppe nazionali | Coppe nazionali | Coppe nazionali | Coppe continentali | Coppe continentali | Coppe continentali | Coppe continentali | Coppe continentali | Altre coppe | Altre coppe | Altre coppe | Altre coppe | Altre coppe | Totale | Totale | Totale | Totale | % Vittorie | Piazzamento |
| Stagione                 | Squadra                  | Comp                     | G          | V          | N          | P          | Comp            | G               | V               | N               | P               | Comp               | G                  | V                  | N                  | P                  | Comp        | G           | V           | N           | P           | G      | V      | N      | P      | %          | Piazzamento |
| ------------------------ | ------------------------ | ------------------------ | ---------- | ---------- | ---------- | ---------- | --------------- | --------------- | --------------- | --------------- | --------------- | ------------------ | ------------------ | ------------------ | ------------------ | ------------------ | ----------- | ----------- | ----------- | ----------- | ----------- | ------ | ------ | ------ | ------ | ---------- | ----------- |
| 1983-1984                | Zugo                     | LNB                      | 30         | 16         | 9          | 5          | -               | -               | -               | -               | -               | -                  | -                  | -                  | -                  | -                  | -           | -           | -           | -           | -           | 30     | 16     | 9      | 5      | 53,33      | 1° (prom.)  |
| 1984-1985                | Aarau                    | LNA                      | 30         | 16         | 10         | 4          | CS              | 6               | 6               | 0               | 0               | -                  | -                  | -                  | -                  | -                  | Int.        | 6           | 1           | 2           | 3           | 42     | 23     | 12     | 7      | 54,76      | 2°          |
| 1985-1986                | Aarau                    | LNA                      | 30         | 14         | 6          | 10         | CS              | 3               | 2               | 0               | 1               | CdC                | 2                  | 0                  | 1                  | 1                  | -           | -           | -           | -           | -           | 35     | 16     | 7      | 12     | 45,71      | 7°          |
| 1986-1987                | Aarau                    | LNA                      | 30         | 9          | 8          | 13         | CS              | 4               | 3               | 0               | 1               | -                  | -                  | -                  | -                  | -                  | -           | -           | -           | -           | -           | 34     | 12     | 8      | 14     | 35,29      | 11°         |
| 1987-1988                | Aarau                    | LNA                      | 22+14      | 9+6        | 7+5        | 6+3        | CS              | 1               | 0               | 0               | 1               | -                  | -                  | -                  | -                  | -                  | -           | -           | -           | -           | -           | 37     | 15     | 12     | 10     | 40,54      | 3°          |
| Totale Aarau             | Totale Aarau             | Totale Aarau             | 126        | 54         | 36         | 36         |                 | 14              | 11              | 0               | 3               |                    | 2                  | 0                  | 1                  | 1                  |             | 6           | 1           | 2           | 3           | 148    | 66     | 39     | 43     | 44,59      |             |
| 1988-1989                | Grasshoppers             | LNA                      | 36         | 17         | 9          | 10         | CS              | 6               | 5               | 1               | 0               | CdC                | 2                  | 0                  | 1                  | 1                  | SS+Int.     | 1+6         | 0+4         | 1+2         | 0+0         | 51     | 26     | 14     | 11     | 50,98      | 2°          |
| 1989-1990                | Grasshoppers             | LNA                      | 36         | 18         | 7          | 11         | CS              | 6               | 6               | 0               | 0               | CdC                | 6                  | 2                  | 1                  | 3                  | SS+Int.     | 1+6         | 1+3         | 0+1         | 0+2         | 55     | 30     | 9      | 16     | 54,55      | 1°          |
| 1990-1991                | Grasshoppers             | LNA                      | 36         | 16         | 14         | 6          | CS              | 4               | 3               | 0               | 1               | CC                 | 2                  | 0                  | 1                  | 1                  | SS+Int.     | 1+6         | 0+2         | 1+1         | 0+3         | 49     | 21     | 17     | 11     | 42,86      | 1°          |
| Totale Grasshopper       | Totale Grasshopper       | Totale Grasshopper       | 108        | 51         | 30         | 27         |                 | 16              | 14              | 1               | 1               |                    | 10                 | 2                  | 3                  | 5                  |             | 21          | 10          | 6           | 5           | 155    | 77     | 40     | 38     | 49,68      |             |
| 1991-1992                | Borussia Dortmund        | BL                       | 38         | 20         | 12         | 6          | CG              | 2               | 1               | 0               | 1               | -                  | -                  | -                  | -                  | -                  | -           | -           | -           | -           | -           | 40     | 21     | 12     | 7      | 52,50      | 2°          |
| 1992-1993                | Borussia Dortmund        | BL                       | 34         | 18         | 5          | 11         | CG              | 4               | 2               | 1               | 1               | CU                 | 12                 | 7                  | 0                  | 5                  | -           | -           | -           | -           | -           | 50     | 27     | 6      | 17     | 54,00      | 4°          |
| 1993-1994                | Borussia Dortmund        | BL                       | 34         | 15         | 9          | 10         | CG              | 2               | 1               | 0               | 1               | CU                 | 8                  | 4                  | 3                  | 1                  | -           | -           | -           | -           | -           | 44     | 20     | 12     | 12     | 45,45      | 4°          |
| 1994-1995                | Borussia Dortmund        | BL                       | 34         | 20         | 9          | 5          | CG              | 2               | 1               | 0               | 1               | CU                 | 10                 | 5                  | 1                  | 4                  | -           | -           | -           | -           | -           | 46     | 26     | 10     | 10     | 56,52      | 1°          |
| 1995-1996                | Borussia Dortmund        | BL                       | 34         | 19         | 11         | 4          | CG              | 4               | 2               | 1               | 1               | UCL                | 8                  | 2                  | 3                  | 3                  | SG          | 1           | 1           | 0           | 0           | 47     | 24     | 15     | 8      | 51,06      | 1°          |
| 1996-1997                | Borussia Dortmund        | BL                       | 34         | 19         | 6          | 9          | CG              | 1               | 0               | 0               | 1               | UCL                | 11                 | 9                  | 1                  | 1                  | SG          | 1           | 0           | 1           | 0           | 47     | 28     | 8      | 11     | 59,57      | 3°          |
| Totale Borussia Dortmund | Totale Borussia Dortmund | Totale Borussia Dortmund | 208        | 111        | 52         | 45         |                 | 15              | 7               | 2               | 6               |                    | 49                 | 27                 | 8                  | 14                 |             | 2           | 1           | 1           | 0           | 274    | 146    | 63     | 65     | 53,28      |             |
| 1998-1999                | Bayern Monaco            | BL                       | 34         | 24         | 6          | 4          | CG              | 6               | 4               | 2               | 0               | UCL                | 13                 | 7                  | 4                  | 2                  | SG          | 2           | 2           | 0           | 0           | 55     | 37     | 12     | 6      | 67,27      | 1°          |
| 1999-2000                | Bayern Monaco            | BL                       | 34         | 22         | 7          | 5          | CG              | 5               | 5               | 0               | 0               | UCL                | 16                 | 8                  | 5                  | 3                  | SG          | 2           | 2           | 0           | 0           | 57     | 37     | 12     | 8      | 64,91      | 1°          |
| 2000-2001                | Bayern Monaco            | BL                       | 34         | 19         | 6          | 9          | CG              | 2               | 1               | 0               | 1               | UCL                | 17                 | 11                 | 4                  | 2                  | SG          | 2           | 2           | 0           | 0           | 55     | 33     | 10     | 12     | 60,00      | 1°          |
| 2001-2002                | Bayern Monaco            | BL                       | 34         | 20         | 8          | 6          | CG              | 5               | 3               | 1               | 1               | UCL                | 14                 | 8                  | 5                  | 1                  | SG+SU+CInt  | 1+1+1       | 0+0+1       | 0+0+0       | 1+1+0       | 56     | 32     | 14     | 10     | 57,14      | 3°          |
| 2002-2003                | Bayern Monaco            | BL                       | 34         | 23         | 6          | 5          | CG              | 6               | 5               | 0               | 1               | UCL                | 8                  | 2                  | 2                  | 4                  | SG          | 1           | 0           | 1           | 0           | 49     | 30     | 9      | 10     | 61,22      | 1°          |
| 2003-2004                | Bayern Monaco            | BL                       | 34         | 20         | 8          | 6          | CG              | 4               | 2               | 1               | 1               | UCL                | 8                  | 2                  | 4                  | 2                  | SG          | 1           | 0           | 1           | 0           | 47     | 24     | 14     | 9      | 51,06      | 2°          |
| feb.-giu. 2007           | Bayern Monaco            | BL                       | 15         | 8          | 2          | 5          | CG              | 0               | 0               | 0               | 0               | UCL                | 4                  | 1                  | 1                  | 2                  | SG          | -           | -           | -           | -           | 19     | 9      | 3      | 6      | 47,37      | Sub. 4°     |
| 2007-2008                | Bayern Monaco            | BL                       | 34         | 22         | 10         | 2          | CG              | 6               | 5               | 1               | 0               | CU                 | 14                 | 6                  | 6                  | 2                  | SG          | 3           | 3           | 0           | 0           | 57     | 36     | 17     | 4      | 63,16      | 1°          |
| Totale Bayern Monaco     | Totale Bayern Monaco     | Totale Bayern Monaco     | 253        | 158        | 53         | 42         |                 | 34              | 25              | 5               | 4               |                    | 94                 | 45                 | 31                 | 18                 |             | 14          | 10          | 2           | 2           | 395    | 238    | 91     | 66     | 60,25      |             |
| Totale carriera          | Totale carriera          | Totale carriera          | 1113       | 531        | 295        | 297        |                 | 118             | 77              | 11              | 30              |                    | 145                | 72                 | 40                 | 33                 |             | 43          | 22          | 11          | 10          | 1 419  | 702    | 357    | 370    | 49,47      |             |

#### Nazionale
Statistiche aggiornate al 1º luglio 2014.
| Squadra  | Naz                 | dal            | al             | Record | Record | Record | Record     | Record | Record | Record | Record |
| G        | V                   | N              | P              | GF     | GS     | DR     | % Vittorie |        |        |        |        |
| -------- | ------------------- | -------------- | -------------- | ------ | ------ | ------ | ---------- | ------ | ------ | ------ | ------ |
| Svizzera | Svizzera (bandiera) | 1º luglio 2008 | 1º luglio 2014 | 61     | 30     | 18     | 13         | 88     | 57     | +31    | 49,18  |

#### Nazionale nel dettaglio
| 2008             | Svizzera        | Qual. Mondiale 2010 | 1º nel Gruppo 1, qualificato     | 4  | 2  | 1  | 1  | 50,00 | 7  | 6  | +1  |
| 2009             | Svizzera        | Qual. Mondiale 2010 | 1º nel Gruppo 1, qualificato     | 6  | 4  | 2  | 0  | 66,67 | 11 | 2  | +9  |
| giu. 2010        | Svizzera        | Mondiale 2010       | 3º nel Gruppo H, eliminato       | 3  | 1  | 1  | 1  | 33,33 | 1  | 1  | 0   |
| 2010             | Svizzera        | Qual. Europeo 2012  | 3º nel Gruppo G, non qualificato | 3  | 1  | 0  | 2  | 33,33 | 5  | 5  | 0   |
| 2011             | Svizzera        | Qual. Europeo 2012  | 3º nel Gruppo G, non qualificato | 5  | 2  | 2  | 1  | 40,00 | 7  | 5  | +2  |
| 2012             | Svizzera        | Qual. Mondiale 2014 | 1º nel Gruppo E, qualificato     | 4  | 3  | 1  | 0  | 75,00 | 7  | 1  | +6  |
| 2013             | Svizzera        | Qual. Mondiale 2014 | 1º nel Gruppo E, qualificato     | 6  | 4  | 2  | 0  | 66,67 | 10 | 5  | +5  |
| giu. 2014        | Svizzera        | Mondiale 2014       | Ottavi di finale                 | 4  | 2  | 0  | 2  | 50,00 | 7  | 7  | 0   |
| Dal 2008 al 2014 | Svizzera        | Amichevoli          |                                  | 26 | 11 | 9  | 6  | 42,31 | 33 | 25 | +8  |
| Totale Svizzera  | Totale Svizzera | Totale Svizzera     | Totale Svizzera                  | 61 | 30 | 18 | 13 | 49,18 | 88 | 57 | +31 |

#### Panchine da commissario tecnico della nazionale svizzera
| Cronologia completa delle presenze e delle reti in nazionale ― Svizzera | Cronologia completa delle presenze e delle reti in nazionale ― Svizzera | Cronologia completa delle presenze e delle reti in nazionale ― Svizzera | Cronologia completa delle presenze e delle reti in nazionale ― Svizzera | Cronologia completa delle presenze e delle reti in nazionale ― Svizzera | Cronologia completa delle presenze e delle reti in nazionale ― Svizzera | Cronologia completa delle presenze e delle reti in nazionale ― Svizzera | Cronologia completa delle presenze e delle reti in nazionale ― Svizzera |
| Data                                                                    | Città                                                                   | In casa                                                                 | Risultato                                                               | Ospiti                                                                  | Competizione                                                            | Reti                                                                    | Note                                                                    |
| ----------------------------------------------------------------------- | ----------------------------------------------------------------------- | ----------------------------------------------------------------------- | ----------------------------------------------------------------------- | ----------------------------------------------------------------------- | ----------------------------------------------------------------------- | ----------------------------------------------------------------------- | ----------------------------------------------------------------------- |
| 20-8-2008                                                               | Ginevra                                                                 | Svizzera                                                                | 4 – 1                                                                   | Cipro                                                                   | Amichevole                                                              | Valentin Stocker Hakan Yakin Alain Nef Johan Vonlanthen                 | Cap: L.Magnin                                                           |
| 6-9-2008                                                                | Tel Aviv                                                                | Israele                                                                 | 2 – 2                                                                   | Svizzera                                                                | Qual. Mondiali 2010                                                     | Hakan Yakin Blaise Nkufo                                                | Cap: L.Magnin                                                           |
| 10-9-2008                                                               | Zurigo                                                                  | Svizzera                                                                | 1 – 2                                                                   | Lussemburgo                                                             | Qual. Mondiali 2010                                                     | Blaise Nkufo                                                            | Cap: A.Frei                                                             |
| 11-10-2008                                                              | San Gallo                                                               | Svizzera                                                                | 2 – 1                                                                   | Lettonia                                                                | Qual. Mondiali 2010                                                     | Alexander Frei Blaise Nkufo                                             | Cap: A.Frei                                                             |
| 15-10-2008                                                              | Il Pireo                                                                | Grecia                                                                  | 1 – 2                                                                   | Svizzera                                                                | Qual. Mondiali 2010                                                     | Alexander Frei (rig.) Blaise Nkufo                                      | Cap: A.Frei                                                             |
| 19-11-2008                                                              | Ginevra                                                                 | Svizzera                                                                | 1 – 0                                                                   | Finlandia                                                               | Amichevole                                                              | Reto Ziegler                                                            | Cap: A.Frei                                                             |
| 11-2-2009                                                               | Basilea                                                                 | Svizzera                                                                | 1 – 1                                                                   | Bulgaria                                                                | Amichevole                                                              | Benjamin Huggel                                                         | Cap: A.Frei                                                             |
| 28-3-2009                                                               | Chișinău                                                                | Moldavia                                                                | 0 – 2                                                                   | Svizzera                                                                | Qual. Mondiali 2010                                                     | Alexander Frei Gelson Fernandes                                         | Cap: A.Frei                                                             |
| 1-4-2009                                                                | Ginevra                                                                 | Svizzera                                                                | 2 – 0                                                                   | Moldavia                                                                | Qual. Mondiali 2010                                                     | Blaise Nkufo Alexander Frei                                             | Cap: A.Frei                                                             |
| 12-8-2009                                                               | Basilea                                                                 | Svizzera                                                                | 0 – 0                                                                   | Italia                                                                  | Amichevole                                                              | -                                                                       | Cap: A.Frei                                                             |
| 5-9-2009                                                                | Ginevra                                                                 | Svizzera                                                                | 2 – 0                                                                   | Grecia                                                                  | Qual. Mondiali 2010                                                     | Stéphane Grichting Marco Padalino                                       | Cap: A.Frei                                                             |
| 9-9-2009                                                                | Riga                                                                    | Lettonia                                                                | 2 – 2                                                                   | Svizzera                                                                | Qual. Mondiali 2010                                                     | Alexander Frei Eren Derdiyok                                            | Cap: A.Frei                                                             |
| 10-10-2009                                                              | Lussemburgo                                                             | Lussemburgo                                                             | 0 – 3                                                                   | Svizzera                                                                | Qual. Mondiali 2010                                                     | 2 Philippe Senderos Benjamin Huggel                                     | Cap: A.Frei                                                             |
| 14-10-2009                                                              | Ginevra                                                                 | Svizzera                                                                | 0 – 0                                                                   | Israele                                                                 | Qual. Mondiali 2010                                                     | -                                                                       |                                                                         |
| 14-11-2009                                                              | Basilea                                                                 | Svizzera                                                                | 0 – 1                                                                   | Norvegia                                                                | Amichevole                                                              | -                                                                       | Cap: A.Frei                                                             |
| 3-3-2010                                                                | San Gallo                                                               | Svizzera                                                                | 1 – 3                                                                   | Uruguay                                                                 | Amichevole                                                              | Gokhan Inler                                                            | Cap: G.Inler                                                            |
| 1-6-2010                                                                | Basilea                                                                 | Svizzera                                                                | 0 – 1                                                                   | Costa Rica                                                              | Amichevole                                                              | -                                                                       | Cap: A.Frei                                                             |
| 5-6-2010                                                                | Zurigo                                                                  | Svizzera                                                                | 1 – 1                                                                   | Italia                                                                  | Amichevole                                                              | Gökhan Inler                                                            | Cap: A.Frei                                                             |
| 16-6-2010                                                               | Durban                                                                  | Spagna                                                                  | 0 – 1                                                                   | Svizzera                                                                | Mondiali 2010 - 1º turno                                                | Gelson Fernandes                                                        | Cap: G.Inler                                                            |
| 21-6-2010                                                               | Port Elizabeth                                                          | Cile                                                                    | 1 – 0                                                                   | Svizzera                                                                | Mondiali 2010 - 1º turno                                                | -                                                                       | Cap: A.Frei                                                             |
| 25-6-2010                                                               | Bloemfontein                                                            | Svizzera                                                                | 0 – 0                                                                   | Honduras                                                                | Mondiali 2010 - 1º turno                                                | -                                                                       | Cap: G.Inler                                                            |
| 11-8-2010                                                               | Klagenfurt                                                              | Austria                                                                 | 0 – 1                                                                   | Svizzera                                                                | Amichevole                                                              | Moreno Costanzo                                                         | Cap: G.Inler                                                            |
| 3-9-2010                                                                | Ginevra                                                                 | Svizzera                                                                | 0 – 0                                                                   | Australia                                                               | Amichevole                                                              | -                                                                       | Cap: A.Frei                                                             |
| 7-9-2010                                                                | Basilea                                                                 | Svizzera                                                                | 1 – 3                                                                   | Inghilterra                                                             | Qual. Euro 2012                                                         | Xherdan Shaqiri                                                         | Cap: A.Frei                                                             |
| 8-10-2010                                                               | Podgorica                                                               | Montenegro                                                              | 1 – 0                                                                   | Svizzera                                                                | Qual. Euro 2012                                                         | -                                                                       | Cap: A.Frei                                                             |
| 12-10-2010                                                              | Ginevra                                                                 | Svizzera                                                                | 4 – 1                                                                   | Galles                                                                  | Qual. Euro 2012                                                         | 2 Valentin Stocker Marco Streller Gokhan Inler (rig.)                   | Cap: A.Frei                                                             |
| 17-11-2010                                                              | Ginevra                                                                 | Svizzera                                                                | 2 – 2                                                                   | Ucraina                                                                 | Amichevole                                                              | 2 Alexander Frei                                                        | Cap: A.Frei                                                             |
| 9-2-2011                                                                | Ta' Qali                                                                | Malta                                                                   | 0 – 0                                                                   | Svizzera                                                                | Qual. Euro 2012                                                         | -                                                                       | Cap: A.Frei                                                             |
| 26-3-2011                                                               | Sofia                                                                   | Bulgaria                                                                | 0 – 0                                                                   | Svizzera                                                                | Qual. Euro 2012                                                         | -                                                                       | Cap: A.Frei                                                             |
| 4-6-2011                                                                | Londra                                                                  | Inghilterra                                                             | 2 – 2                                                                   | Svizzera                                                                | Qual. Euro 2012                                                         | 2 Tranquillo Barnetta                                                   | Cap: G.Inler                                                            |
| 10-8-2011                                                               | Vaduz                                                                   | Liechtenstein                                                           | 1 – 2                                                                   | Svizzera                                                                | Amichevole                                                              | Eren Derdiyok autorete                                                  | Cap: G.Inler                                                            |
| 6-9-2011                                                                | Basilea                                                                 | Svizzera                                                                | 3 – 1                                                                   | Bulgaria                                                                | Qual. Euro 2012                                                         | 3 Xherdan Shaqiri                                                       | Cap: G.Inler                                                            |
| 7-10-2011                                                               | Cardiff                                                                 | Galles                                                                  | 2 – 0                                                                   | Svizzera                                                                | Qual. Euro 2012                                                         | -                                                                       | Cap: G.Inler                                                            |
| 11-10-2011                                                              | Basilea                                                                 | Svizzera                                                                | 2 – 0                                                                   | Montenegro                                                              | Qual. Euro 2012                                                         | Eren Derdiyok Stephan Lichtsteiner                                      | Cap: G.Inler                                                            |
| 11-11-2011                                                              | Amsterdam                                                               | Paesi Bassi                                                             | 0 – 0                                                                   | Svizzera                                                                | Amichevole                                                              | -                                                                       | Cap: G.Inler                                                            |
| 15-11-2011                                                              | Lussemburgo                                                             | Lussemburgo                                                             | 0 – 1                                                                   | Svizzera                                                                | Amichevole                                                              | Granit Xhaka                                                            | Cap: G.Inler                                                            |
| 29-2-2012                                                               | Berna                                                                   | Svizzera                                                                | 1 – 3                                                                   | Argentina                                                               | Amichevole                                                              | Xherdan Shaqiri                                                         | Cap: G.Inler                                                            |
| 26-5-2012                                                               | Basilea                                                                 | Svizzera                                                                | 5 – 3                                                                   | Germania                                                                | Amichevole                                                              | 3 Eren Derdiyok Stephan Lichtsteiner Admir Mehmedi                      | Cap: G.Inler                                                            |
| 30-5-2012                                                               | Lucerna                                                                 | Svizzera                                                                | 0 – 1                                                                   | Romania                                                                 | Amichevole                                                              | -                                                                       | Cap: G.Inler                                                            |
| 15-8-2012                                                               | Spalato                                                                 | Croazia                                                                 | 2 – 4                                                                   | Svizzera                                                                | Amichevole                                                              | Granit Xhaka Tranquillo Barnetta 2 Mario Gavranović                     | Cap: G.Inler                                                            |
| 7-9-2012                                                                | Lubiana                                                                 | Slovenia                                                                | 0 – 2                                                                   | Svizzera                                                                | Qual. Mondiali 2014                                                     | Granit Xhaka Gokhan Inler                                               | Cap: G.Inler                                                            |
| 11-9-2012                                                               | Lucerna                                                                 | Svizzera                                                                | 2 – 0                                                                   | Albania                                                                 | Qual. Mondiali 2014                                                     | Xherdan Shaqiri Gokhan Inler (rig.)                                     | Cap: G.Inler                                                            |
| 12-10-2012                                                              | Berna                                                                   | Svizzera                                                                | 1 – 1                                                                   | Norvegia                                                                | Qual. Mondiali 2014                                                     | Mario Gavranović                                                        | Cap: G.Inler                                                            |
| 16-10-2012                                                              | Reykjavík                                                               | Islanda                                                                 | 0 – 2                                                                   | Svizzera                                                                | Qual. Mondiali 2014                                                     | Tranquillo Barnetta Mario Gavranović                                    | Cap: G.Inler                                                            |
| 14-11-2012                                                              | Susa                                                                    | Tunisia                                                                 | 1 – 2                                                                   | Svizzera                                                                | Amichevole                                                              | Eren Derdiyok Xherdan Shaqiri                                           | Cap: G.Inler                                                            |
| 6-2-2013                                                                | Atene                                                                   | Grecia                                                                  | 0 – 0                                                                   | Svizzera                                                                | Amichevole                                                              | -                                                                       | Cap: T.Barnetta                                                         |
| 23-3-2013                                                               | Nicosia                                                                 | Cipro                                                                   | 0 – 0                                                                   | Svizzera                                                                | Qual. Mondiali 2014                                                     | -                                                                       | Cap: G.Inler                                                            |
| 8-6-2013                                                                | Ginevra                                                                 | Svizzera                                                                | 1 – 0                                                                   | Cipro                                                                   | Qual. Mondiali 2014                                                     | Haris Seferović                                                         | Cap: G.Inler                                                            |
| 14-8-2013                                                               | Basilea                                                                 | Svizzera                                                                | 1 – 0                                                                   | Brasile                                                                 | Amichevole                                                              | autorete                                                                | Cap: D.Benaglio                                                         |
| 6-9-2013                                                                | Berna                                                                   | Svizzera                                                                | 4 – 4                                                                   | Islanda                                                                 | Qual. Mondiali 2014                                                     | 2 Stephan Lichtsteiner Fabian Schär Blerim Dzemaili (rig.)              | Cap: D.Benaglio                                                         |
| 10-9-2013                                                               | Oslo                                                                    | Norvegia                                                                | 0 – 2                                                                   | Svizzera                                                                | Qual. Mondiali 2014                                                     | 2 Fabian Schär                                                          | Cap: G.Inler                                                            |
| 11-10-2013                                                              | Tirana                                                                  | Albania                                                                 | 1 – 2                                                                   | Svizzera                                                                | Qual. Mondiali 2014                                                     | Xherdan Shaqiri Michael Lang                                            | Cap: G.Inler                                                            |
| 15-10-2013                                                              | Berna                                                                   | Svizzera                                                                | 1 – 0                                                                   | Slovenia                                                                | Qual. Mondiali 2014                                                     | Granit Xhaka                                                            | Cap: G.Inler                                                            |
| 15-11-2013                                                              | Seul                                                                    | Corea del Sud                                                           | 2 – 1                                                                   | Svizzera                                                                | Amichevole                                                              | Pajtim Kasami                                                           | Cap: G.Inler                                                            |
| 5-3-2014                                                                | San Gallo                                                               | Svizzera                                                                | 2 – 2                                                                   | Croazia                                                                 | Amichevole                                                              | 2 Josip Drmić                                                           | Cap: G.Inler                                                            |
| 30-5-2014                                                               | Lucerna                                                                 | Svizzera                                                                | 1 – 0                                                                   | Giamaica                                                                | Amichevole                                                              | Josip Drmić                                                             | Cap: D.Benaglio                                                         |
| 3-6-2014                                                                | Lucerna                                                                 | Svizzera                                                                | 2 – 0                                                                   | Perù                                                                    | Amichevole                                                              | Stephan Lichtsteiner Xherdan Shaqiri                                    | Cap: G.Inler                                                            |
| 15-6-2014                                                               | Brasilia                                                                | Svizzera                                                                | 2 – 1                                                                   | Ecuador                                                                 | Mondiali 2014 - 1º turno                                                | Admir Mehmedi Haris Seferović                                           | Cap: G.Inler                                                            |
| 20-6-2014                                                               | Salvador                                                                | Svizzera                                                                | 2 – 5                                                                   | Francia                                                                 | Mondiali 2014 - 1º turno                                                | Blerim Dzemaili Granit Xhaka                                            | Cap: G.Inler                                                            |
| 25-6-2014                                                               | Manaus                                                                  | Honduras                                                                | 0 – 3                                                                   | Svizzera                                                                | Mondiali 2014 - 1º turno                                                | 3 Xherdan Shaqiri                                                       | Cap: G.Inler                                                            |
| 1-7-2014                                                                | San Paolo                                                               | Argentina                                                               | 1 – 0 dts                                                               | Svizzera                                                                | Mondiali 2014 - Ottavi di finale                                        | -                                                                       | Cap: G.Inler                                                            |
| Totale                                                                  |                                                                         | Presenze                                                                | 61                                                                      |                                                                         | Reti                                                                    | 88                                                                      |                                                                         |

## Palmarès

### Giocatore

#### Club
- Campionato svizzero: 2

Basilea: 1971-1972, 1972-1973
- Coppa di Lega svizzera: 1

Basilea: 1972
- Supercoppa di Svizzera: 1

Basilea: 1973
- Coppa Svizzera: 1

Basilea: 1974-1975
- Campionato tedesco di seconda divisione: 1

Stoccarda: 1976-1977

### Allenatore

#### Club

##### Competizioni nazionali
- Coppa Svizzera: 3

Aarau: 1985
Grasshoppers: 1989, 1990
- Supercoppa di Svizzera: 1

Grasshoppers: 1989
- Campionato svizzero: 2

Grasshoppers: 1989-1990, 1990-1991
- Campionato tedesco: 7

Borussia Dortmund: 1994-1995, 1995-1996
Bayern Monaco: 1998-1999, 1999-2000, 2000-2001, 2002-2003, 2007-2008
- Supercoppa di Germania: 2

Borussia Dortmund: 1995, 1996
- Coppa di Lega tedesca: 4  (record)

Bayern Monaco: 1998, 1999, 2000, 2007
- Coppa di Germania: 3  (record condiviso con Otto Rehhagel, Karl-Heinz Feldkamp, Udo Lattek, Thomas Schaaf e Hennes Weisweiler)

Bayern Monaco: 1999-2000, 2002-2003, 2007-2008

##### Competizioni internazionali
- UEFA Champions League: 2

Borussia Dortmund: 1996-1997
Bayern Monaco: 2000-2001
- Coppa Intercontinentale: 1

Bayern Monaco: 2001

#### Individuale
- Allenatore dell'anno World Soccer: 1

1997
- Miglior allenatore dell'anno IFFHS: 2

1997, 2001
- Allenatore dell'anno UEFA: 1

2001
- Allenatore tedesco dell'anno: 1

2008